# Circellium bacchus
Circellium bacchus es una especie de escarabajo pelotero endémica de algunas áreas de Sudáfrica, incluyendo el Parque nacional de los Elefantes de Addo y el Rancho de Buffalo Valley. Es la única especie conocida del género Circellium.